# 红军营站
红军营站，原名勇士营站，位于北京市朝阳区来广营乡红军营村与新生村之间，北苑东路与红军营南路交口北侧，是北京地铁17号线的地铁车站，于2023年12月30日随17号线北段投入运营。

## 名称
本站所在的红军营村原名黄军营，因清朝时期八旗汉军镶黄旗的营地而得名，辛亥革命后旗营解散，废弃营房的旧址上形成村落，1966年因文化大革命而更名为红军营，1982年短暂改回黄军营，但后来又逐渐改用红军营这一地名。

## 历史
2023年6月28日，本站由勇士营站改称红军营站。同年12月30日，本站随17号线北段开通运营。

## 车站结构

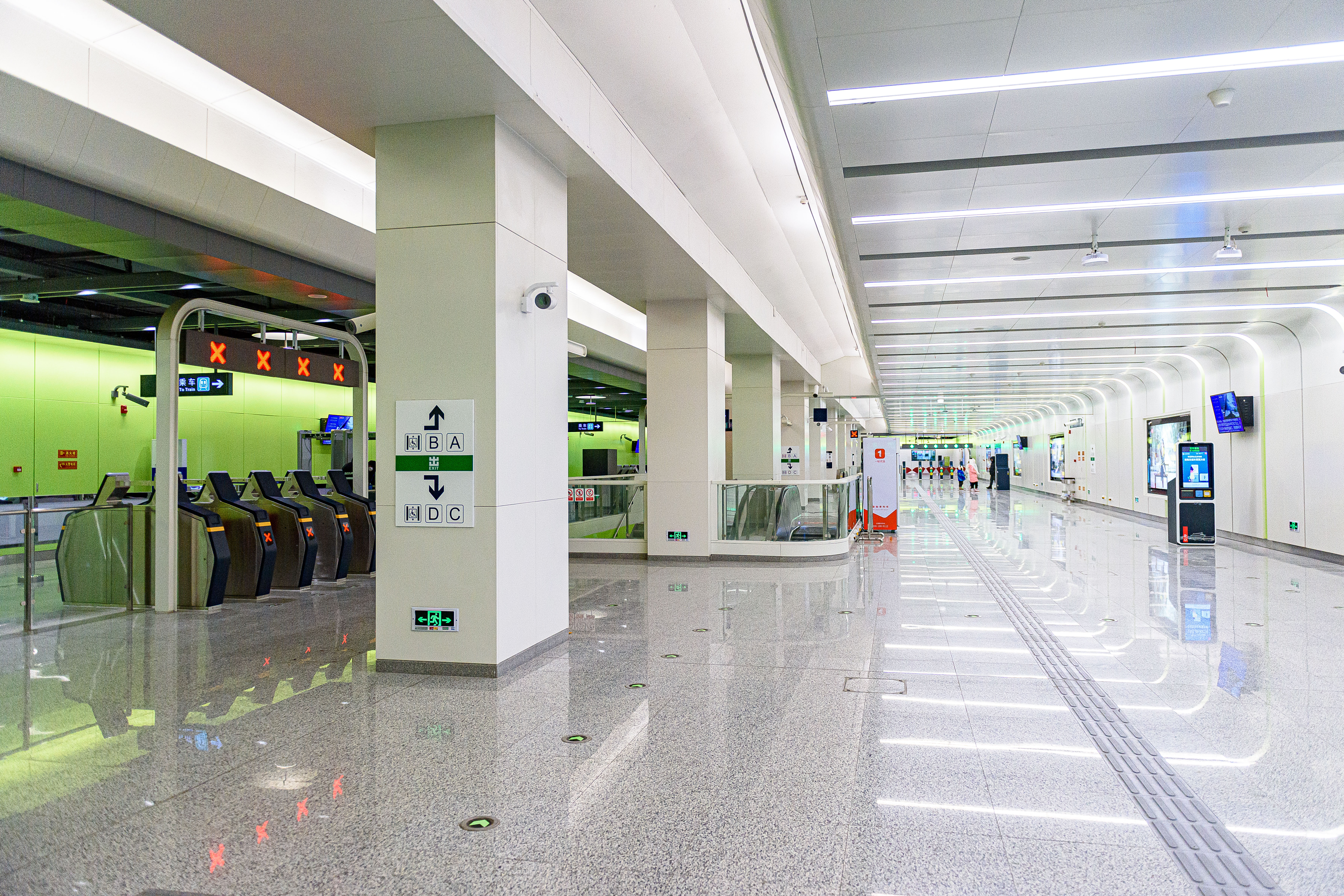
站厅

红军营站为地下两层单柱双跨岛式车站。
| 地面 |                    | 出入口                            |  |  |
| B1层 | 站厅               | 票务服务、自动售票机、进出站闸机  |  |  |
| B2层 |                    | █ 17号线 往未来科学城北（清河营） |  |  |
|      | 岛式站台，左侧开门 |                                   |  |  |
|      |                    | █ 17号线 往工人体育场（太阳宫）   |  |  |

## 出入口
|                           |            |                  |      |                |
| 編號                      | 指示       | 建議前往的目的地 | 图片 | 无障碍设施图片 |
| 出口 · A                  | 广来路     |                  |      | 不適用         |
| 出口 · B · 升降机标志     | 北苑东路   | 勇士营郊野公园   |      |                |
| 出口 · C                  | 北苑东路   |                  |      | 不適用         |
| 出口 · D · 1 · 升降机标志 | 红军营南路 |                  |      |                |
| 出口 · D · 2 · 升降机标志 | 红军营南路 |                  |      |                |
| 註： 設有                 |            |                  |      |                |